# Митрополит цетињски Ромил I
Ромил је био архиепископ зетски, црногорски и приморски 1530. године.
Спорио се са Маинама око црквеног винограда и након што им је предочио христовуљу, да им је виноград поклонио Иван Црнојевић, више нису правили проблем. О томе постоји запис од 3. марта 1530. године.